# Ocratoxina A
L'Ocratoxina A (OTA) és una micotoxina formada per fongs de les espècies Aspergillus i Penicillium, principalment Aspergillus ochraceus, Aspergillus carbonarius i Penicillium verrucosum. Té efectes nefrotòxics, inmunosupressors, genotòxics, carcinogènics, teratogènics i neurotòxics a l'organisme.
Les principals fonts d'aquesta toxina són cereals i llegums, però també poden trobar-se en aliments com el cafè, el cacau, el raïm i el vi, la cervesa i la fruita seca. En productes d'origen animal, com carn de porc i aviram, hi ha presència d'ocratoxines quan els animals dels que s'obtenen han sigut alimentats amb pinsos contaminats.
Les pràctiques agrícoles i les condicions ambientals d'humitat i temperatura durant l'emmagatzematge i el transport dels aliments esmentats anteriorment afecten al seu contingut en ocratoxina A, ja que a unes condicions de 18% d'humitat relativa (0,8 d'activitat d'aigua) i 3 °C o superiors, la ocratoxina ja es pot formar.

## Formes químiques
Dins d'una solució aquosa, l'ocratoxina A es pot presentar en tres formes químiques en funció del pH del medi (neutra, monoaniònica i dianiònica). A un pH àcid la toxina es troba en forma neutra i, a mesura que va pujant el pH, el grup carboxílic de la fenilalanina perd un protó (forma monoaniònica) i el grup fenòlic perd un segon protó a pH neutre (forma dianiònica). Diferents estudis han estimat les pKa de l'ocratoxina mitjançant mètodes espectrofotomètrics, obtenint una pKa₁ de 4,4 i una pKa₂ de 7,09. Afegint aquestes dades a l'explicació anterior, per sota del valor de la pKa₁ predomina la forma neutra, entre els valors de pKa₁ i pKa₂ hi ha més quantitat d'ocratoxina en forma monoaniònica i, un cop superat el valor de pH de la pKa₂, la forma predominant al medi és la dianiònica.

## Toxicocinètica
L'ocratoxina A s’absorbeix a través de l'estómac i el jejú, s’uneix a l'albúmina sèrica i viatja majoritàriament fins als seus òrgans diana, els ronyons i el fetge, i en menor mesura al múscul esquelètic, teixit gras i cervell. La vida mitjana de la toxina dins de l'organisme en humans és de 35 dies. Un cop comença a excretar-se ho fa via renal, fecal i, fins i tot, a través de la llet materna.

### Absorció
El percentatge de toxina que absorbeix l'organisme depèn de cada espècie, per exemple, en porcs l'absorció per via oral és d'un 60% i en ratolins menor. La biodisponibilitat oral d'ocratoxina A més alta es dona en humans, amb un 93%. Estudis fets en animals conclouen que, les formes neutra i monoaniònica de l'ocratoxina A s’absorbeixen a través de l'estómac i el jejú sense cap mecanisme de transport específic conegut.

### Distribució

#### Unió a les proteïnes plasmàtiques
L'albúmina és la proteïna plasmàtica més abundant al sistema circulatori, i s’uneix a l'ocratoxina A amb una alta afinitat. Aquesta alta afinitat provoca que el 99,8% d'ocratoxina que entra al sistema circulatori humà es lligui amb l'albúmina i que, un cop a l'organisme, l'ocratoxina A tingui una vida mitjana d'eliminació del plasma tan llarga (aproximadament un mes) en humans.
L'ocratoxina A, a un pH fisiològic, es pot trobar tant en forma monoaniònica (OTA-) com dianiònica (OTA2-). Però, a l'arribar al sistema circulatori humà, és ràpidament desprotonada per l'albúmina sèrica humana (HSA) i interacciona iònicament, en forma dianiònica, amb dues varietats d'arginina de l'álbúmina (R222 i R257). El principal lloc d'unió de l'ocratoxina A amb aquesta proteïna plasmàtica es troba al subdomini IIA (Sudlow’s Site I) de l'albúmina sèrica, on es troben les dues arginines responsables de la forta unió. Hi ha un lloc d'unió secundari, el subdomini IIIA (Sudlow’s Site II), però aquest té una afinitat molt menor, per tant, no té molta rellevància a la toxicocinètica de l'ocratoxina. Tant el Sudlow’s Site I com el II són els principals llocs d'unió de substàncies tòxiques de l'albúmina sèrica humana.
A part de l'albúmina, s'han detectat altres proteïnes que tenen una major afinitat d'unió a l'ocratoxina A, tot i que es troben en una concentració molt menor. Tot i això, és possible que tinguin un paper important en la patogènesi de la Nefropatia Endèmica dels Balcans, a causa de la seva lliure filtració a través dels glomèruls renals.

#### Distribució tissular
La distribució de l'ocratoxina A a través dels teixits depèn de cada espècie i també de factors com la quantitat de toxina, la forma d'ingestió, la composició de la dieta de l'individu i el seu estat de salut. De qualsevol forma, els òrgans diana són sempre els ronyons i el fetge. Una petita quantitat d'ocratoxina també arriba al múscul esquelètic, al teixit gras i al cervell.
El fet que els ronyons i el fetge siguin òrgans diana, pot estar establert pels seus sistemes de transport. Als ronyons predominen els transportadors d'anions orgànics (OAT), i al fetge els polipèptids transportadors d'anions orgànics (OATP), tots dos són proteïnes de transport de membrana i formen part de la família de transportadors de soluts. També són les principals estructures moleculars responsables de la captació cel·lular activa d'ocratoxina A. Els transportadors OAT basolaterals són els encarregats de transportar l'ocratoxina A des de la sang fins a les cèl·lules tubulars del ronyó, mentre que el transportador apical OAT4 pot intervenir en la reabsorció urinària d'ocratoxina, fent que es torni a acumular a les cèl·lules tubulars del ronyó.
Com que l'ocratoxina A dins de l'organisme sol trobar-se com una molècula carregada, pot travessar la placenta, probablement mitjançant mecanismes de transport actius. En dones embarassades, la concentració d'ocratoxina A és major a la placenta i a la sang del fetus que a la sang de la mare.

### Metabolisme
Dins de l'organisme, la majoria d'ocratoxina A es manté en la seva forma inicial, però pot ser transformada en algun dels seus metabòlits, que tenen una toxicitat més baixa o nula. Quan l'ocratoxina A és hidrolitzada pels enzims proteolítics de l'intestí i enzims de la microflora bacteriana, es dona com a resultat el seu metabòlit ocratoxina α. Si l'ocratoxina A pateix una decloració, llavors es forma el metabòlit ocratoxina B.
La vida mitjana de l'ocratoxina al plasma varia en funció de la dosi administrada i de l'espècie animal estudiada. En humans és de 35 dies, en micos de 20 dies i en rates i porcs d'entre 5-6 dies.

### Excreció

#### Excreció renal
L'excreció d'ocratoxina A via renal es dona majoritàriament a través de la secreció tubular, ja que, a causa de la unió de la toxina amb l'albúmina, l'eliminació glomerular és insignificant. La reabsorció tubular podria participar parcialment en l'acumulació intercel·lular d'ocratoxina A.
Tant en estudis in vitro com in vivo, ha quedat demostrada la importància dels transportadors d'anions orgànics (OAT). En humans, el transportador OAT1 als ronyons, i el transportador OAT3 al fetge i al cervell, intervenen activament en la captació d'ocratoxina A des de la sang cap als teixits. La toxina pot ser reabsorbida de qualsevol part de la nefrona, tany mitjançant transport actiu com per difusió passiva en funció del pH.

#### Excreció fecal o circulació enterohepàtica
La principal ruta per l'excreció fecal de l'ocratoxina A i els seus metabòlits és la excreció biliar. També por donar-se per secreció a l'intestí prim. En estudis fets en ratolins, s’ha observat que la forma conjugada de la toxina ([3H]-ocratoxina A) s’excreta per la via biliar, tot i que pot ser reabsorbida després de la hidròlisi del seu conjugat per part de la microflora bacteriana.

#### Excreció a la llet materna
Existeix una relació directa entre la presència d'ocratoxina A a la dieta i la seva concentració a la llet. En un estudi en humans es va observar que el nivell més alt d'excreció d'ocratoxina a través de la llet es donava durant els primers dies després del part.

## Mecanismes d'acció

### Inhibició de la síntesi proteica
L'ocratoxina A pot inhibir l'activitat dels enzims aminoacil-tRNA sintetasa, valil-tRNA sintetasa i fenilalanina-tRNA sintetasa, encarregats de sintetitzar noves proteïnes. Aquesta inhibició pot induir a la reducció o a la parada completa de la proliferació i del creixement cel·lular a la melsa, el fetge i els ronyons. En el cas de la fenilalanina-tRNA sintetasa, es veu afectada només amb dosis d'ocratoxina A relativament altes. L'ocratoxina A també pot inhibir la fenilalanina hidroxilasa, comportant-se com a fals substrat de l'enzim. Quan l'enzim hidroxila la fracció de fenilalanina s’obté una ocratoxina A que conté tirosina, que ha sigut detectada fins i tot a estudis in vivo.

### Inhibició de la producció d'energia cel·lular
L'ocratoxina A afecta molt negativament la producció d'energia cel·lular (ATP). Un dels primers signes d'una toxicitat per ocratoxina és la disfunció mitocondrial, que comporta una disminució de la síntesi de proteïnes. La toxina pot, fins i tot, penetrar dins dels mitocondris i unir-se a proteïnes que intervenen al manteniment del potencial de membrana i la fosforilació oxidativa, interferint amb el transport de fosfats i inhibint el transport d'electrons.

### Inducció d'estrès oxidatiu i nitrosatiu
Una exposició a l'ocratoxina A provoca un augment dels nivells d'espècies d'oxigen reactiu, com els radicals lliures i els peròxids, i un esgotament del glutatió cel·lular a causa que l'ocratoxina pot inhibir la Nrf2, una proteïna encarregada d'evitar l'estrès oxidatiu. Per aquest motiu pot induir a l'augment dels nivells d'espècies d'oxigen reactiu, cosa que posteriorment condueix a la peroxidació lipídica, l'estrès proteotòxic i el dany oxidatiu de l'ADN. Els nivells cel·lulars de glutatió tenen un paper fonamental a l'hora de limitar la toxicitat a curt termini d'ocratoxina a les cèl·lules tubulars del ronyó. En estudis in vivo, s’ha observat que la toxina també provoca estrès oxidatiu al fetge, creant un increment de la peroxidació lipídica després d'haver administrat la toxina.
Els nivells d'espècies de nitrogen reactiu també poden augmentar en presència d'ocratoxina A. La toxina provoca que augmenti la síntesi de monòxid de nitrogen (NO) i les concentracions de nitrits i nitrats. Alts nivells de monòxid de nitrogen (NO) poden causar estrès nitrosatiu al reaccionar amb un radical d'anió superòxid (O₂•-), formant peroxinitrit (ONOO-), que a la vegada dona diòxid de nitrogen (NO₂) i radicals hidroxil (OH•).

### Apoptosi
L'ocratoxina provoca tant apoptosi com necrosi cel·lular, fins i tot a concentracions nanomoleculars. La causa de l'apoptosi podria ser que l'ocratoxina provoca canvis transcripcionals a molts gens que participen en la resposta al dany de l'ADN i l'apoptosi, evitant que puguin dur a terme la seva funció correctora, com per exemple,  els gens GADD153, GADD45, clusterin i p53. Un estudi va demostrar que el gen p53 té una funció protectora contra l'efecte carcinogènic que podria causar la toxina. Una altra causa de l'apoptosi podria ser la regulació de les vies de transducció de senyals.

### Alteració de la homeòstasi del calci
L'ocratoxina A pot alterar la homeòstasi inhibint la taxa d'absorció de calci dependent d'ATP en un 42-45%, fet que comporta un augment sostingut del calci citosòlic. Aquesta interrupció de la homeòstasi per presència d'ocratoxina es deu a un deteriorament de la membrana del reticle endoplasmàtic, probablement a causa de la peroxidació lipídica. L'ocratoxina afecta negativament a la homeòstasi del calci fins i tot a concentracions nanomolars, interferint amb la senyalització del calci, que, a la vegada, dona lloc a una proliferació cel·lular anormal.

## Toxicitat

### Toxicitat aguda
Els símptomes d'una toxicitat aguda són hemorràgies multifocals i trombos de fibrina als òrgans amb més activitat metabòlica (melsa, cervell, fetge, ronyó i cor), nefrosi i necrosi hepàtica, gastritis i atròfia de les vellositats de l'intestí.
La dosi letal mitjana (DL50) per vía oral es troba entre 20–50 mg/kg en rates i ratolins i entre 0,2-3,3 mg/kg en gossos, porcs i pollastres, les espècies més sensibles a l'ocratoxina A
| Organisme | Via             | DL50                      |
| --------- | --------------- | ------------------------- |
| Rata      | Oral            | 20 mg/kg                  |
| Rata      | Intraperitoneal | 12600 μg/kg (12,6 mg/kg)  |
| Rata      | Intravenosa     | 12750 μg/kg (12,75 mg/kg) |
| Ratolí    | Oral            | 46 mg/kg                  |
| Ratolí    | Intraperitoneal | 40 mg/kg de pes corporal  |
| Ratolí    | Intravenosa     | 30 mg/kg de pes corporal  |
| Pollastre | Oral            | 3300 μg/kg (3,3 mg/kg)    |
| Porc      | Oral            | 1 mg/kg                   |
| Gos       | Oral            | 200 μg/kg (0,2 mg/kg)     |

### Toxicitat subcrònica
En rates, un exposició oral subcrònica a l'ocratoxina A produeix disfunció renal després de repetides injeccions amb petites dosis. Aquest nivell d'intoxicació també provoca glucosúria, cetonúria, proteïnúria i poliúria. Les rates mascle tenen una incidència de carcinomes renals 10 vegades més alta que les femelles. A les rates de major edat també els afecta més la intoxicació per ocratoxina que a les joves. En tots dos casos els principals òrgans diana en aquest tipus d'exposició són els ronyons i el cervell.

### Toxicitat crònica
En humans, la ingestió d'ocratoxina A es relaciona amb una malaltia molt localitzada a la zona dels Balcans, la Nefropatia Endèmica dels Balcans, que afecta els ronyons. Es caracteritza per una nefropatia tubulointersticial progressiva, que condueix a la atròfia tubular, la fibrosi periglomerular i els quists corticals. Aquestes afeccions acaben derivant a necrosi i insuficiència renal terminal. Tot i que encara no s’ha establert una relació directa entre l'ocratoxina A i aquesta malaltia, les dades epidemiològiques correlacionen un augment dels nivells sèrics de la toxina amb una major incidència de nefropatia.

### Carcinogènesi
L'Agència Internacional de Recerca sobre el Càncer (IARC) classifica l'ocratoxina A com un possible carcinògen en humans (grup 2B) sobre la base dels estudis realitzats en animals. Això és degut al fet que hi ha estudis on, a partir de la bioactivació de l'ocratoxina, s'han format certs metabòlits que poden unir-se covalentment a l'ADN de l'organisme, causant mutacions i la subsegüent formació de tumors malignes. Aquesta formació d'adductes a causa d'una contaminació per ocratoxina A s’ha trobat en ratolins, rates, porcs i humans. Hi ha estudis als que els adductes van desaparèixer després dels 16 dies d'experimentació i estudis als que s’han trobat adductes d'ocratoxina i ADN en teixit tumoral als ronyons i, en menor mesura, la bufeta de pacients. Per aquest motiu, és necessària més evidència científica per designar la formació d'aquests adductes com a via cap a la carcinogènesi de la toxina.

## Toxicologia ambiental

### Desplaçament al medi

#### Comportament al sòl
L'ocratoxina A en forma neutra pot tenir una lleugera mobilitat al sòl. Els valors de pKa de la toxina indiquen que el compost es troba al medi majoritàriament en forma d'anió, i els anions generen enllaços més febles amb els sòls rics en carboni orgànic i argila que els seus homòlegs neutres. No es volatilitza, ni en sòl sec ni en humit, perquè els anions no es volatilitzen. L'ocratoxina té una vida mitjana de biodegradació al sòl de 0,2-1 dies.

#### Comportament a l'aigua
Quan arriba a parar a l'aigua, la forma neutra de l'ocratoxina A s’adsorbeix als sediments i sòlids en suspensió. Segons els valors de pKa de la toxina, es troba a l'aigua majoritàriament en forma d'anió a valors de pH de 5 a 9 i, per tant, no es volatilitzarà en gran manera de la superfície de l'aigua. El potencial de bioconcentració de l'ocratoxina als organismes aquàtics és elevat.

#### Comportament a l'atmosfera
La pressió de vapor de l'ocratoxina A suggereix, segons un model de partició gas/partícula de compostos orgànics semivolàtils a l'atmosfera, que la toxina es troba únicament a la fase de partícules a l'atmosfera. L'ocratoxina pot eliminar-se de l'aire per deposició humida i seca. Absorbeix la llum ultraviolada a longituds d'ona superiors a 290 nm, per tant, pot ser susceptible a la fotòlisi directa de la llum solar.

## Límits admissibles d'exposició
L'Autoritat Europea de Seguretat Alimentària (EFSA) estableix una ingesta setmanal tolerable (TWI) de 120 ng/Kg de pes corporal.
A la taula següent es troben els continguts màxims d'ocratoxina A que poden contenir els aliments si es volen comercialitzar, establerts per la Comissió Europea (CE).
| Aliment | Límit legislat |
| --- | -------------- |
| Cereals no elaborats | 5 μg/Kg        |
| Tots els productes derivats de cereals no elaborats, incloent productes transformats a base de cereals i els cereals destinats al consum humà directe a excepció dels productes alimentaris assenyalats amb (**) | 3 μg/Kg        |
| Panses (panses de Corinto, soltanes i altres varietats) | 10 μg/Kg       |
| Cafè torrat en gra i cafè torrat molt, amb excepció del cafè soluble | 5 μg/Kg        |
| Cafè soluble (cafè instantani) | 10 μg/Kg       |
| Vi (incloent els escumosos i excloent els vins de licor i els vins amb un grau alcohòlic mínim de 15% vol.) i vi de fruites                                                                                      | 2 μg/Kg        |
| Suc de raïm, suc de raïm concentrat reconstituït, nèctar de raïm, most de raïm i most de raïm concentrat reconstituït, destinats a consum humà directe                                                           | 2 μg/Kg        |
| Aliments elaborats a base de cereals i aliments infantils i per lactants i nens de curta edat (**) | 0,5 μg/Kg      |
| Aliments dietètics destinats a usos mèdics especials dirigits específicament a lactants (**) | 0,5 μg/Kg      |
| Cafè verd, fruita seca diferent de les panses, cervesa, cacau, productes del cacau, vins de licor, productes carnis, espècies i regalèssia.                                                                      | ------         |
| Espècies, incloses les espècies dessecades Piper spp. (fruits d'aquest gènere, incloent pebre blanca i negre) Myristica fragans (nou moscada) Zingiber officinale (gingebre) Curcuma longa (cúrcuma)             | 15 μg/Kg       |
| Capsicum spp. (fruits d'aquest gpenere dessecats, sencers o pulveritzats, inclòs el xili, el xili en pols, la caiena i el pebre vermell)                                                                         | 20 μg/Kg       |
| Barreja d'espècies que continguin una de les espècies anteriors | 15 μg/Kg       |
| Gluten de blat no destinat a la venta directa al consumidor (**) | 8 μg/Kg        |

## Exposició en humans

### Incidència i concentració als aliments
A un estudi sobre la dieta total a Catalunya durant els anys 2008 i 2009, es va observar la incidència de l'ocratoxina A en aliments del mercat català, donant com a resultat la següent taula, on apareixen els aliments que van formar part de l'estudi. L'aliment amb un major percentatge de mostres contaminades va ser la cervesa, amb un 89% de les mostres contaminades, seguit del vi de postres amb un 55% i el cafè, amb un 50%. Les mostres amb un % de contaminació inferior al 50% són: els cacauets amb un 40%, els flocs de blat amb 20%, el vi negre amb 15% i el pa de motlle amb un 12% de mostres positives en ocratoxina A. Les mostres contaminades dels tres últims aliments, els aliments infantils, els festucs i els flocs de panís, van ser inferiors al 10%.
| Matrius            | n individual | n “composite” | Positives*/total | Mitjana±DE μg/kg | Max μg/kg |
| ------------------ | ------------ | ------------- | ---------------- | ---------------- | --------- |
| Cervesa            | 216          | 71            | 63/71            | 0,02±0,02        | 0,13      |
| Vi de postres      | 141          | 141           | 81/141           | 2,85±6,50        | 48,68     |
| Cafè               | 204          | 72            | 35/72            | 2,17±0,79        | 4,21      |
| Cacauets           | 215          | 72            | 30/72            | 0,21±0,14        | 0,77      |
| Flocs de blat      | 28           | 28            | 6/28             | 0,31±0,14        | 0,57      |
| Vi negre           | 120          | 120           | 18/120           | 0,51±0,81        | 3,19      |
| Pa de motlle       | 145          | 70            | 9/70             | 0,28±0,18        | 0,66      |
| Aliments infantils | 150          | 69            | 6/69             | 0,23±0,04        | 0,29      |
| Festucs            | 170          | 70            | 2/70             | 0,23±0,13        | 0,32      |
| Flocs de panís     | 168          | 72            | 2/72             | 0,73±0,76        | 1,27      |

La mitjana de les mostres positives dels aliments infantils, cereals d'esmorzar i pa de motlle, estaven per sota del límit màxim establert per la Comissió Europea (2006). Tot i que no existeixen límits màxims sobre la concentració d'ocratoxina a la cervesa i els fruits secs, la concentració mitjana dels aliments d'aquestes categories eren inferiors als nivells trobats a la resta d'aliments.

### Ingesta diària estimada
El mateix estudi sobre la dieta total a Catalunya els anys 2008 i 2009 va fer una estimació, mitjançant el mètode directe, de la ingesta diària d'ocratoxina A dividint la societat catalana en quatre grups poblacionals: adults, adolescents, nens/es i nadons. El mètode directe es basa en realitzar dues estimacions tenint en compte la gran quantitat de mostres no detectades, una d'elles considerant que aquelles mostres no detectades tenien un valor equivalent a 0 (ND=0), i l'altra considerant que aquest valor era equivalent al límit de detecció (ND=LD). Considerant el millor dels casos (ND=0), els adults presentaven la mitjana de la ingesta més elevada, seguits pels nadons, adolescents i nens/es. En el pitjor dels casos (ND=LD), la mitjana més elevada es va trobar en els nadons, seguits pels adults, nens/es i adolescents. L'augment observat en les diferents estimacions no era proporcional per a cada grup d'edat, sinó que depenia dels valors de LD dels diferents mètodes d'anàlisi dels aliments considerats.
|                  | Mitjana ± desviació estàndard (μg/kg pc dia) | Mitjana ± desviació estàndard (μg/kg pc dia) |
| Grup de població | ND=0                                         | ND=LD                                        |
| ---------------- | -------------------------------------------- | -------------------------------------------- |
| Adults           | 0,47±0,53                                    | 0,57±0,68                                    |
| Adolescents      | 0,16±0,40                                    | 0,29±0,45                                    |
| Nens/es          | 0,08±0,08                                    | 0,37±0,35                                    |
| Nadons           | 0,25±0,24                                    | 2,34±2,26                                    |

L'estimació de l'exposició que s’observa a la taula anterior indica que tots els grups de població es troben allunyats de la ingesta setmanal tolerable establerta per la EFSA (120 μg/kg de pes corporal), que equival a una ingesta diària de 17,14 μg/kg de pes corporal.

### Contribució dels aliments a la ingesta
També es va definir quin percentatge de contribució representava cada aliment a l'exposició a l'ocratoxina A dels grups poblacionals establerts a través de la dieta. En adults, la principal font d'exposició a l'ocratoxina A és el cafè. En la dieta dels adolescents, la principal font són els cereals d'esmorzar, seguits del cafè i del pa de motlle. En el cas del grup de nens/es, la principal via d'exposició són els cereals d'esmorzar (77%) seguit del pa de motlle (23%).

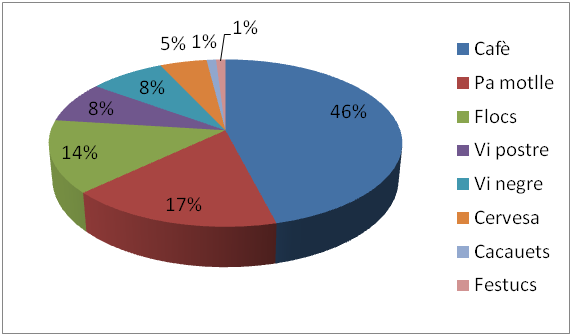
Contribució dels aliments a l'exposició global d'ocratoxina A per al grup dels adults
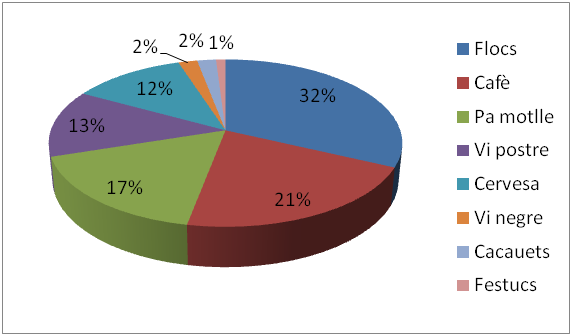
Contribució dels aliments a l'exposició global d'ocratoxina A per al grup dels adolescents

### Alertes alimentàries
Al portal del RASFF (Rapid Alert System for Food and Feed), on es mostren las notificacions de totes les alertes alimentàries de la Unió Europea (UE), apareixen registrades més de 270 alertes per presència d'ocratoxina A des de 1999, ninguna d'elles notificada per Espanya. Hi ha altres països de la UE que sí han notificat alerta alimentària en productes procedents d'Espanya com figues seques, pebre dolç en pols o cúrcuma.

## Ocratoxina al vi
L'ocratoxina A és produïda per fongs que es poden desenvolupar, en condicions favorables, sobre el raïm. El fong responsable en aquest cas, tenint en compte el clima mediterrani de Catalunya, és l'Aspergillus carbonarius, un fong que pertany a la família dels fongs negres. Si les baies són contaminades per aquest fong, el raïm, el most, el vi i altres productes com el vinagre resultaran afectats. Per aquest motiu, les bones pràctiques vitivinícoles són necessàries per obtenir productes sanitàriament segurs. Les pràctiques més importants per limitar l'acumulació d'ocratoxina al raïm són les mesures preventives. La concentració màxima d'ocratoxina A en vins està limitada per la normativa vigent a 2 μg/L.

### Formació del viticultor
La primera mesura preventiva que s’ha d'aplicar és la formació del viticultor, fent que prengui consciència del perill que suposa la presència d'ocratoxina A a la vinya i que sàpiga identificar correctament el fong problema, en aquest cas Aspergillus carbonarius. També ha de saber que l'Aspergillus carbonarius és un fong oportunista, que es presenta al raïm un cop aquest ha sigut atacat per insectes o altres fongs, provocant-li ferides a la baia.

### Implantació de la vinya i material vegetal
Cal evitar els sòls amb un alt rendiment, ja que donen lloc a un raïm molt apinyat i a baies molt grosses que es poden trencar més fàcilment. És favorable implantar la vinya a zones ben airejades i poc humides, dissenyant les parcel·les amb una arquitectura de vegetació que faciliti les operacions i asseguri una bona protecció fitosanitària i una maduració uniforme del raïm. A l'hora d'escollir el tipus de vinya, s'han d'escollir les varietats menys sensibles al desenvolupament de fongs i portaempelts menys vigorosos. Les varietats també han d'estar adaptades a les condicions de sòl i clima de la zona de conreu.

### Tècniques de conreu i protecció fitosanitària
S’ha de realitzar una aportació molt controlada d'adob nitrogenat i altres tècniques que afavoreixin a un gran creixement de la vinya. Si s’utilitza un sistema de reg a les vinyes, ha de ser amb l'objectiu de mantenir la qualitat, no d'augmentar el rendiment. Les baies es podrien trencar a causa d'un reg excessiu. S’han de despampolar les vinyes per airejar el raïm i permetre una millor maduració, sempre tenint en compte el risc de cremades pel sol. Aquestes cremades s’han d'evitar, com també l'aparició de malalties i insectes que puguin causar lesions a les baies, facilitant l'aparició de l'Aspergillus. Per evitar aquestes malalties que afecten a la integritat del raïm s’han d'aplicar estratègies de protecció fitosanitària de forma preventiva, que siguin capaces de cobrir tot el procés de maduració. En el cas de buscar evitar la presència d'ocratoxina A, es recomanen els tractaments antibotrytis actius contra el fong Aspergillus carbonarius.

### Intervencions en la verema
Un raïm contaminat per fongs productors d'ocratoxina A no pot ser destinat al consum humà, ni com a raïm de taula, pansa, suc de raïm, vi o vinagre. El seu ús s’ha de limitar a la transformació per a la destil·lació. En zones amb risc elevat de presència d'aquests fongs, es recomana avançar la verema.

### Intervencions en el celler

#### Operacions fermentatives, de clarificació i criança
La utilització de llevats o bacteris que tinguin propietats adsorbents per a l'ocratoxina A durant la fermentació, permet una disminució parcial del contingut d'aquesta toxina al vi. Els llevats secs actius i els inactius poden ajudar a reduir el nivell d'ocratoxina A, el mateix passa amb la criança sobre lies. Hi ha productes de clarificació que també tenen eficàcia reduint el contingut d'ocratoxina al vi, com és el cas del carbó enològic, utilitzat a la vinificació en blanc i, experimentalment, als vins negres, on arriba a eliminar la toxina gairebé totalment. Algunes cel·luloses i el gel de sílice associat amb gelatina també produeixen una certa reducció.

## Mètodes de detecció
Com la majoria de micotoxines, l'ocratoxina A és molt termoestable i resisteix els mètodes d'eliminació del fong que les produeix. Per tant, l'absència del fong no és indicatiu de que l'aliment no estigui contaminat. La toxina és tòxica a nivells molt baixos, per aquest motiu s’han d'utilitzar mètodes de detecció que tinguin molta sensibilitat.
Els més utilitzats són:
- Cromatografia líquida d'alta resolució (HPLC)
- Cromatografia en capa fina
- Assaig per immunoabsorció lligat a enzims (ELISA)
- Tècniques d'electroforesi capil·lar
- Cromatografia líquida acoblada a la espectrofotometria de masses (LC-MS-MS)[10][16]

Un estudi comparatiu entre l'assaig ELISA i la cromatografia HPLC va demostrar que l'ELISA tenia tendència a subestimar el contingut en ocratoxina A en comparació amb la cromatografia HPLC. Tot i això, l'ELISA s’utilitza com a mètode de detecció in situ de l'ocratoxina A, a causa de la rapidesa amb la qual presenta els resultats.

## Mètodes de reducció i eliminació

### Bones pràctiques d'emmagatzematge
És el mètode essencial per prevenir la formació de micotoxines. Els factors que condicionen més la formació d'ocratoxina A durant l'emmagatzematge són l'activitat d'aigua i temperatura. S’ha d'evitar que hi hagi una humitat alta i que l'aigua entri en contacte amb el producte, ja que això afavoreix el creixement de fongs i, per tant, la formació de micotoxines. El risc de contaminació per micotoxines es redueix quan es baixa ràpidament la humitat dels grans a 18%, assecant-los després fins a un 15% i mantenint-los per sota d'aquest número. Els continguts mínims d'activitat d'aigua i temperatura per que hi hagi formació d'ocratoxina A són de 0,8 (aproximadament 18% d'humitat) i 3 °C, respectivament. Tenint això en compte és adient que les condicions d'emmagatzematge estiguin per sota d'aquests valors.

### Temperatura
L'ocratoxina A és molt termoestable i, fins que no s’arriba als 100 °C no comença a eliminar-se. S’ha observat que el contingut d'ocratoxina es veu reduït durant el torrat del cafè, on s’arriba a temperatures d'entre 190-227 °C durant un tractament d'entre 5-20 minuts. El contingut d'humitat també afecta directament a la estabilització tèrmica de l'ocratoxina en grans de cafè i cereals. La seva descomposició és molt alta en presència d'aigua però, en grans secs, no s’ha observat una eliminació completa de la toxina ni arribant a temperatures de 200-250 °C.

### Radiació
Estudis indiquen que hi ha fongs molt sensibles a la radiació, que poden ser eliminats amb el mètode de radiació ionitzant. Com que redueix la quantitat de cèl·lules viables, la formació de micotoxines també es veu reduïda. Amb aquesta tècnica, s’ha de tenir en compte que el valor nutricional del producte es preserva però que l'ús de radiacions no letals pot augmentar la resistència del microorganisme.

## Altres ocratoxines

### Ocratoxina B

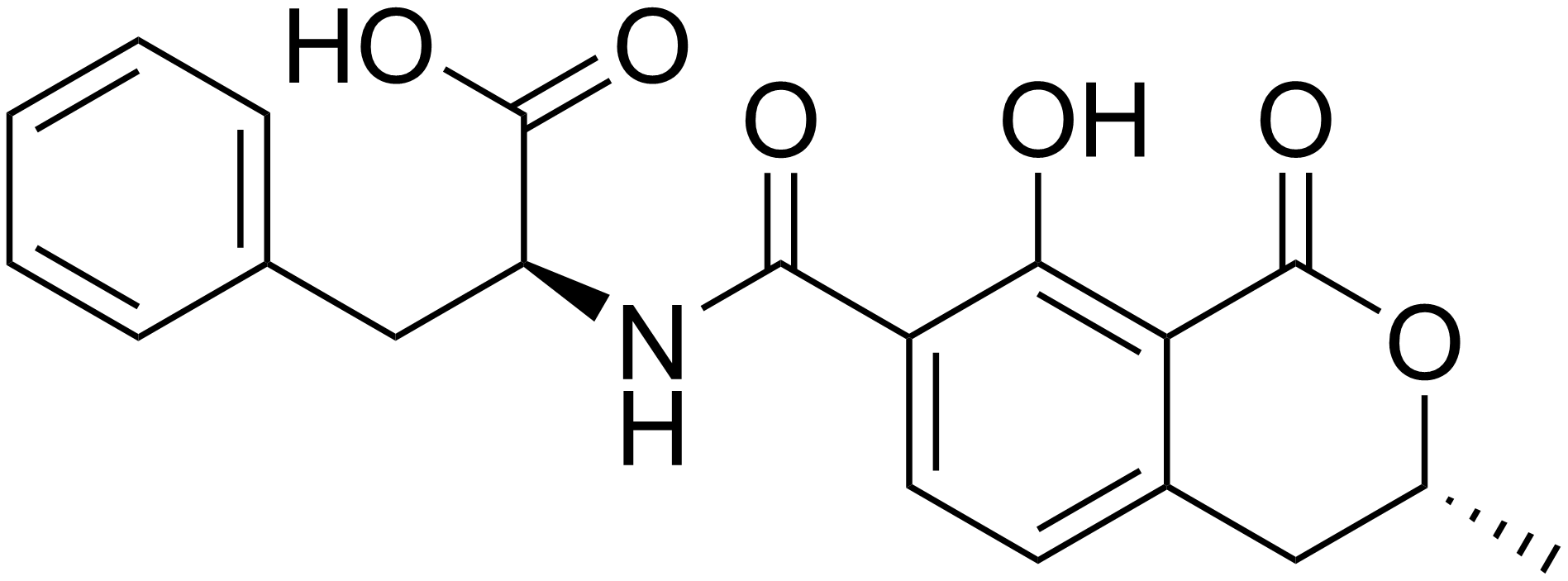
Ocratoxina B

Estudis in vivo realitzats en rates, peixos i aus de corral conclouen que l'ocratoxina B és molt menys tòxica que l'ocratoxina A. En un estudi comparatiu, administrant la mateixa quantitat de les dues ocratoxines de forma oral en rates, l'administració de l'ocratoxina B no va produir efectes adversos pronunciats (histopatologia renal menor, cap canvi als marcadors clínics de dany renal), mentre que el mateix tractament amb ocratoxina A va provocar necrosi i degeneració de l'epiteli del túbul renal i va alterar la funció renal. La menor toxicitat renal in vivo de l'ocratoxina B es deu a una absència  de retenció específica al ronyó, que comporta una toxicocinètica diferent, tenint una metabolització més extensa i una excreció més ràpida que l'ocratoxina A al tenir una afinitat menor per l'albúmina.
Els estudis in vitro, on s’han investigat els efectes nefrotòxics, hepatotòxics i inmunotòxics, també donen com a resultat que davant d'una exposició a concentracions extremadament tòxiques de les dues toxines, l'ocratoxina B resulta menys tòxica que la A. Tot i això, aquesta diferència és aparent només després d'un temps d'exposiciço curt, i les diferències es tornen menys significatives quant més temps d'exposició hi ha. El grau de diferència també depèn del tipus de cèl·lula utilitzada per l'estudi.

### Ocratoxina C

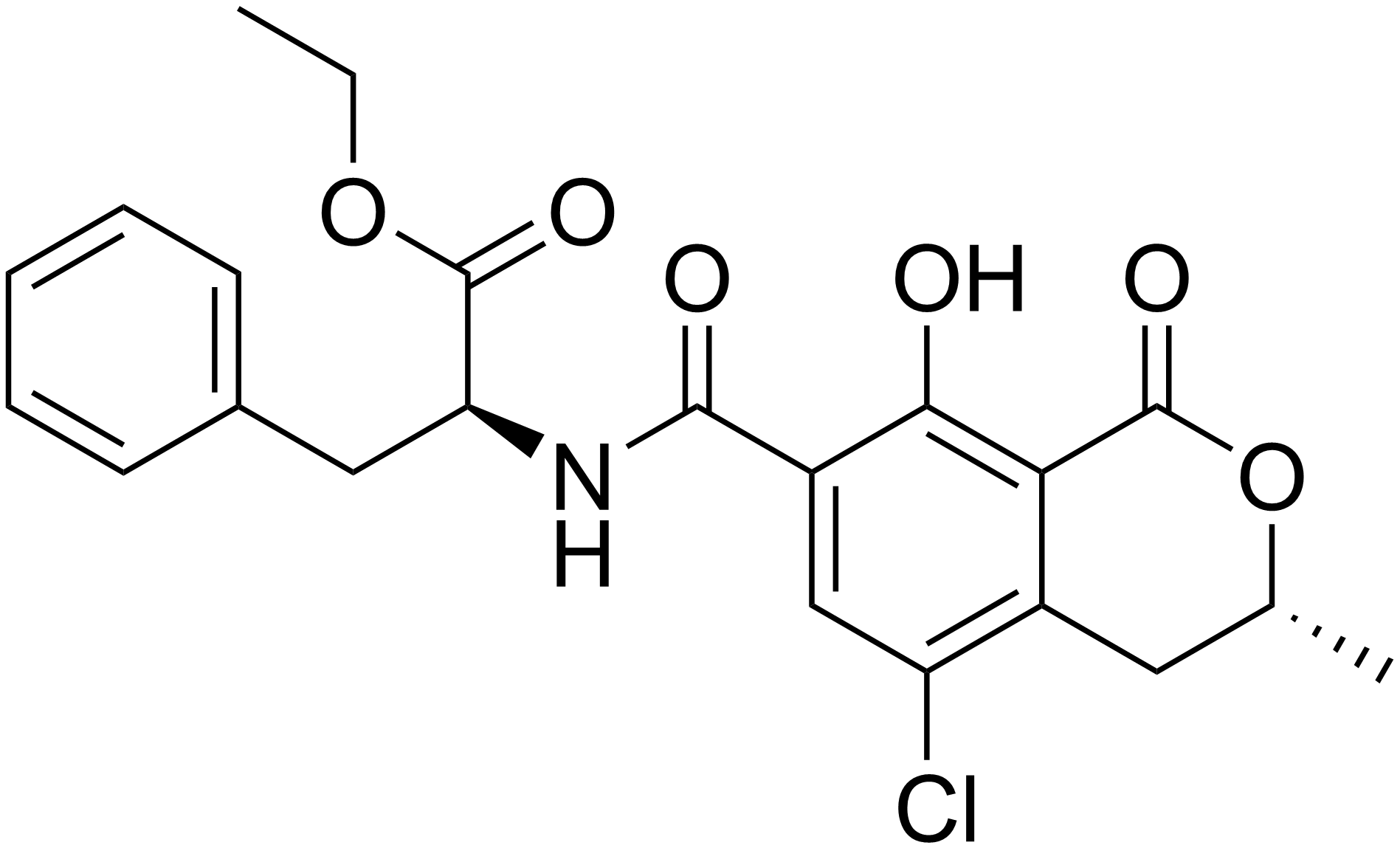
Ocratoxina C

La toxicitat de l'ocratoxina C es considera similar a la de l'ocratoxina A tant in vivo com in vitro. La exposició a ambdues toxines produeix efectes inmunomoduladors com la formació d'espècies d'oxigen reactiu, comportament fagocític i síntesi d'òxid de nitrogen en cèl·lules porcines i humanes a baixes concentracions (10-1000 μg/mL). Encara no és clar si les dues toxines, tot i tenir toxicitats similars, tenen el mateix mecanisme d'acció.

### Ocratoxina α
Quan es va administrar la mateixa dosi d'ocratoxina A i ocratoxina α en ratolins, mentre que l'ocratoxina A va provocar una reducció del 90% de la resposta de la immunoglobulina M (IgM) i la immunoglobulina G (IgG), l'ocratoxina α no va causar cap efecte. L'ocratoxina α tampoc va tenir efecte sobre les cèl·lules d'hepatoma de Morris, al contrari de l'ocratoxina A, que va fer disminuir massivament la seva proliferació. En conclusió, l'ocratoxina α és molt menys tòxica (aproximadament 100 vegades) que l'ocratoxina A.

### Hidroxiocratoxines
Només hi ha dades sobre la hidroxiocratoxina 4R (4R-OH-OTA), que resulta igual de citotòxica que l'ocratoxina A a les cèl·lules d'hepatoma de Morris. Totes dues toxines inhibeixen la síntesi de proteïnes, també tenen efectes tòxics similars en la resposta de la immunoglobulina M (IgM) i la immunoglobulina G (IgG) segons un estudi d'inmunosupressió realitzat en ratolins. Sobre aquests resultats es pot concloure que la hidroxilació de l'ocratoxina A no afecta a la seva toxicitat.

### Formes d'ocratoxina conjugades
De moment no hi ha cap signe de toxicitat per part de les ocratoxines glucorinades o els conjugats de pentosa i hexosa. La conjugació sol ser un pas de desintoxicació, tot i que la bioactivació podria ser possible. Només en bacteris (E. coli PQ37) va tenir lloc la formació d'un derivat citotòxic que conté un grup tiol.